# Église Notre-Dame-de-l'Assomption de Vouhé
L'église Notre-Dame-de-l'Assomption est une église située à Vouhé, dans le département français de la Charente-Maritime en région Nouvelle-Aquitaine.

## Historique
L'église est inscrite au titre des monuments historiques par arrêté du 19 septembre 1928.

## Galerie

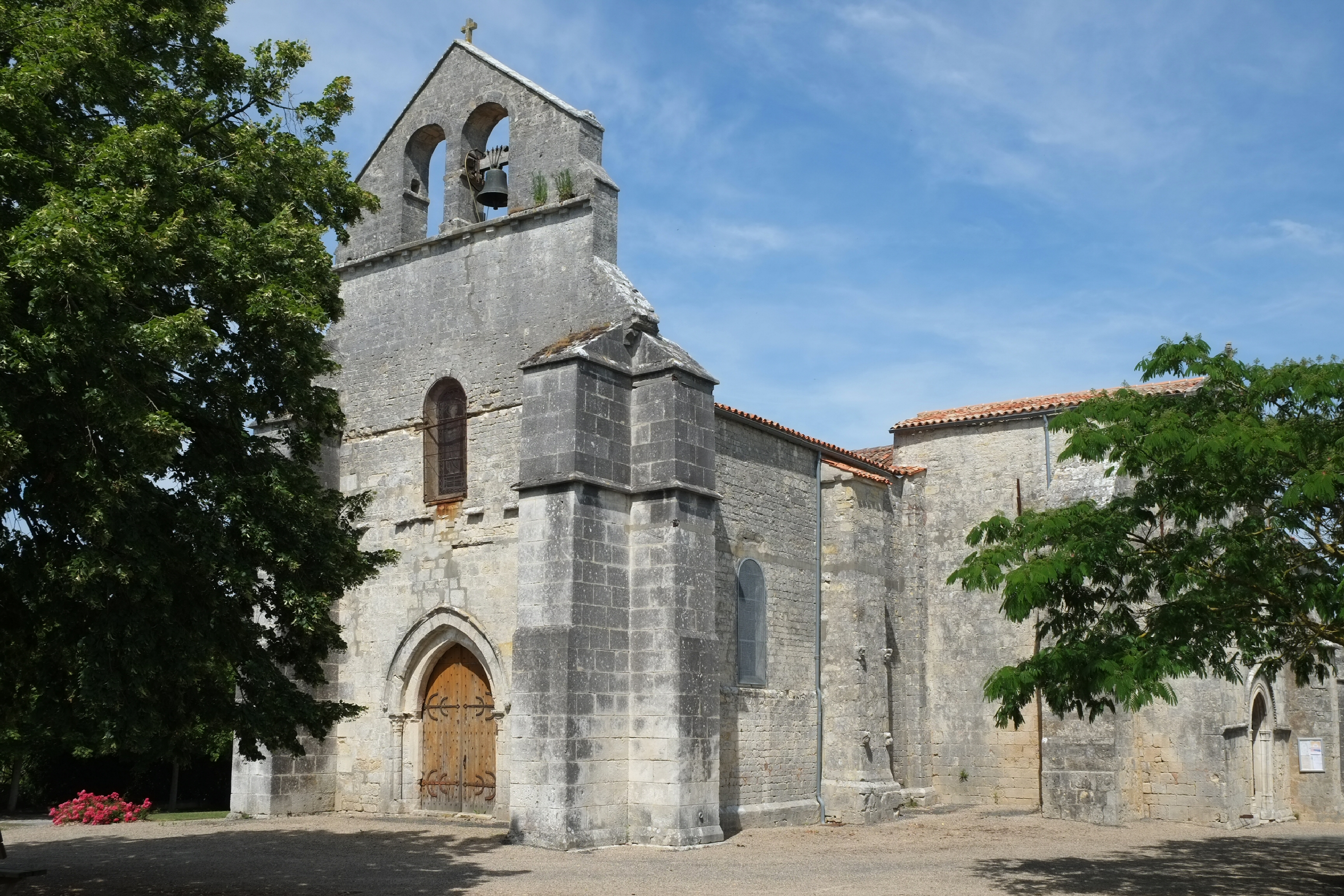
Église Notre-Dame-de-l'Assomption de Vouhé (extérieur)
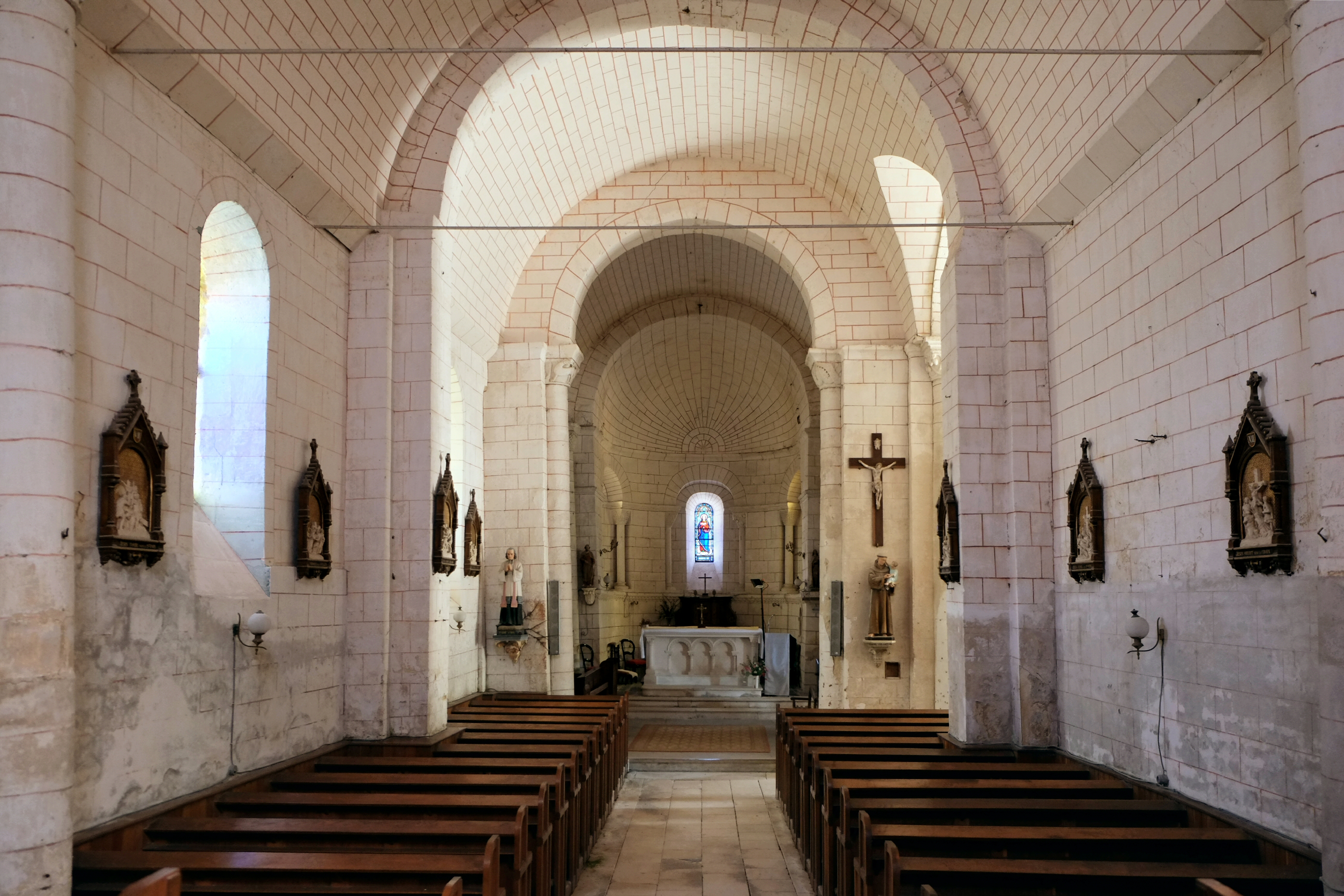
Église Notre-Dame-de-l'Assomption de Vouhé (intérieur)